# 赫尔曼·汉克尔
赫尔曼·汉克尔（德語：Hermann Hankel，1839年2月14日—1873年8月29日）是一名德国数学家，生于萨克森-安哈尔特州哈雷市。
汉克尔曾与莫比乌斯、黎曼、维尔斯特拉斯和克罗内克等数学家共同学习和工作。

## 數學貢獻
汉克尔著名的贡献包括他提出的贝塞尔方程的一类特殊函数解（称为“第三类贝塞尔函数”或汉克尔函数），和线性代数中的汉克尔矩阵。

### 函數與點集理論
漢克爾於1870年所發表的論文「無限振盪與不連續函數的研究」，在當時有廣泛的影響力。這篇論文研究線性不連續函數，明確提出點集理論中的稠密與无处稠密的概念（由狄利克雷所啟發），並以「奇點稠密化原理」（principle of condensation of singularities）來對函數做分類，這個原理可以建構出一個函數，使其在一段有限區間內擁有無限多個非連續點。康托爾於1871年對這篇論文發表了一篇評論，其中對「奇點稠密化原理」表示印象深刻。

## 外部連結
- MacTutor网站上的汉克尔生平介绍 （页面存档备份，存于）
- MathOverflow > Statements which were given as axioms, which later turned out to be false. （页面存档备份，存于）